# Àlex Brendemühl
Alejandro Brendemühl i Gubern (Barcellona, 27 novembre 1972) è un attore spagnolo di origini tedesche.

## Filmografia parziale

### Cinema
- Razones sentimentales, regia di Antonio A. Farré (1996)
- L'ultima seduzione 2 (The Last Seduction II), regia di Terry Marcel (1999)
- Las horas del día, regia di Jaime Rosales (2003)
- En la ciudad, regia di Cesc Gay (2003)
- Inconscientes, regia di Joaquín Oristrell (2004)
- Entre vivir y soñar, regia di Alfonso Albacete e David Menkes (2004)
- 53 días de invierno, regia di Judith Colell (2006)
- Yo, regia di Rafa Cortés (2007)
- Il silenzio prima di Bach (Die Stille vor Bach), regia di Pere Portabella (2007)
- El cónsul de Sodoma, regia di Sigfrid Monleón (2009)
- Héroes, regia di Pau Freixas (2010)
- La mosquitera, regia di Agustí Vila (2010)
- Insensibles, regia di Juan Carlos Medina (2012)
- The German Doctor (Wakolda), regia di Lucía Puenzo (2013)
- Eltern, regia di Robert Thalheim (2013)
- Stella cadente, regia di Luis Miñarro (2014)
- Twice Upon a Time in the West, regia di Boris Despodov (2015)
- Ma ma - Tutto andrà bene (Ma ma), regia di Julio Medem (2015)
- Truman - Un vero amico è per sempre (Truman), regia di Cesc Gay (2015)
- Chiamatemi Francesco - Il Papa della gente, regia di Daniele Luchetti (2015)
- Mal di pietre (Mal de pierres), regia di Nicole Garcia (2016)
- 7 años, regia di Roger Gual (2016)
- Django, regia di Etienne Comar (2017)
- La Prière, regia di Cédric Kahn (2018)
- La donna dello scrittore (Transit), regia di Christian Petzold (2018)
- Petra, regia di Jaime Rosales (2018)
- Madre, regia di Rodrigo Sorogoyen (2019)
- Il silenzio della città bianca (El silencio de la ciudad blanca), regia di Daniel Calparsoro (2019)
- Il sabba (Akelarre), regia di Pablo Agüero (2020)

### Televisione
- Carlos, Rey Emperador – serie TV, 7 episodi (2015)
- Il commissario Schumann (Der Kriminalist) – serie TV, episodi 12x06-12x07 (2017)
- Tatort – serie TV, episodio 1090 (2019)
- Toutes ces choses qu'on ne s'est pas dites, regia di Miguel Courtois – miniserie TV (2022)
- Regina rossa (Reina roja)– serie TV, 5 episodi (2024)
- Furies – serie TV, 6 episodi (2024)
- Mary & George, regia di Oliver Hermanus, Alex Winckler e Florian Cossen – miniserie TV, puntata 7 (2024)

## Doppiatori italiani
Nelle versioni in italiano delle opere in cui ha recitato, Àlex Brendemühl è stato doppiato da:
- Angelo Maggi in Chiamatemi Francesco - Il Papa della gente
- Marcello Cortese in 7 años
- Alessandro Maria D'Errico in Regina Rossa
- Alessandro Budroni in Mary & George